# Peter Landesman
Peter Landesman (New York, 3 gennaio 1965) è un regista, sceneggiatore, produttore cinematografico, scrittore, giornalista e pittore statunitense.

## Biografia
Nel 1995 pubblica il suo primo romanzo, The Raven, che vince il premio come miglior romanzo d'esordio dell'anno all'American Academy of Arts and Letters. Diventa noto come giornalista investigativo, indagando su verità scomode, come il traffico di armi, la schiavitù sessuali, i rifugiati e il traffico di droga. I suoi articoli sono stati pubblicati su The New York Times Magazine, Atlantic Monthly e sul The New Yorker. Ha vinto diversi Overseas Press Club Awards per articoli su i diritti umani ed eventi internazionali. È un corrispondente di guerra in Kosovo, Pakistan, Afghanistan e in Ruanda.
Basato sul suo articolo The Girls Next Door, sul traffico di esseri umani al confine col Messico, nel 2007 Marco Kreuzpaintner dirige il film Trade, di cui Landesman è produttore.
Nel 2013 scrive e dirige Parkland, basato sul libro Reclaiming History: The Assassination of President John F. Kennedy di Vincent Bugliosi. Il film racconta gli eventi successivi all'assassinio di John F. Kennedy nel 1963 e le ultime ore del Presidente al Parkland Memorial Hospital. Il film è stato presentato in anteprima alla 70ª Mostra internazionale d'arte cinematografica di Venezia.
Nel 2014 scrive la sceneggiatura de La regola del gioco, film che racconta la storia del giornalista Gary Webb e della sua indagine giornalistica per dimostrare la corruzione di gran parte della CIA nel traffico di droga dal Nicaragua alla California. Il film ha come protagonista Jeremy Renner ed è diretto da Michael Cuesta.
Nel 2015 dirige Will Smith in Zona d'ombra. La pellicola si basa sull'articolo Game Brain del 2009 scritto da Jeanne Marie Laskas per la rivista GQ, racconta la storia del dottor Bennet Omalu, neuropatologo nigeriano che scoprì la CTE (encefalopatia cronica traumatica), malattia degenerativa che colpisce il cervello dopo i ripetuti colpi subiti alla testa; il dottor Omalu inizia così una battaglia contro la NFL, accusandola di scarso interesse verso la salute dei giocatori.
Nel 2017 ha diretto The Silent Man, film incentrato sulla figura dell'agente dell'FBI Mark Felt, che sotto il nome di "Gola profonda" aiutò i giornalisti Bob Woodward e Carl Bernstein a scoprire lo scandalo Watergate nel 1974.
Landesman è anche un pittore figurativo. È stato sposato con la documentarista e fotogiornalista Kimberlee Acquaro.

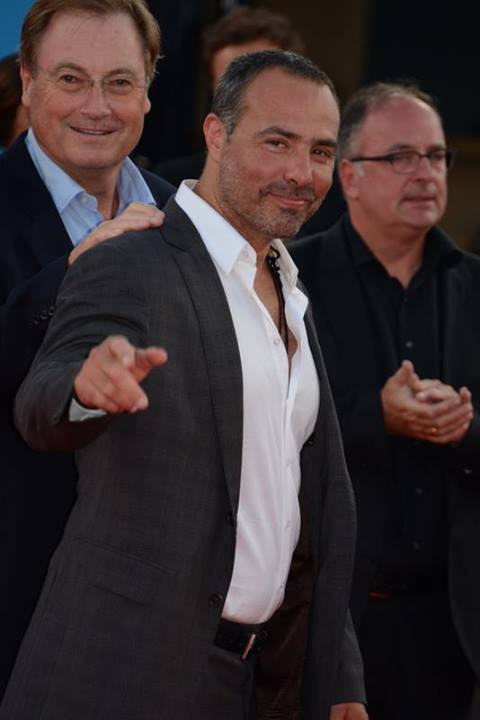
Peter Landesman al Festival del cinema americano di Deauville 2013

## Filmografia

### Regista
- Parkland (2013)
- Zona d'ombra (Concussion) (2015)
- The Silent Man (Mark Felt: The Man Who Brought Down the White House) (2017)

### Sceneggiatore
- Trade, regia di Marco Kreuzpaintner (2007) - soggetto
- Parkland, regia di Peter Landesman (2013)
- La regola del gioco (Kill the Messenger), regia di Michael Cuesta (2014)
- Zona d'ombra (Concussion), regia di Peter Landesman (2015)
- La vita immortale di Henrietta Lacks (The Immortal Life of Henrietta Lacks) - film TV, regia di George C. Wolfe (2017)
- The Silent Man (Mark Felt: The Man Who Brought Down the White House), regia di Peter Landesman (2017)